# صابر بوغرين
صابر بوغرين (مواليد 10 يوليو 1996) هو لاعب كرة قدم مغربي يلعب في مركز خط الوسط في نادي الرجاء الرياضي. وُلد في بلجيكا، ومثّل المنتخب المغربي تحت 23 عامًا.

## المسيرة مع الأندية
انضم بوغرين إلى أكاديمية JMG في ليرس في عام 2009، وانتقل إلى ليرس في عام 2014. كان الظهور الاحترافي الأول لبوغرين مع لييرس في هزيمة 3-1 أمام لوميل يونايتد في الدوري البلجيكي للمحترفين في 25 مايو 2015. بعد عدة مواسم ناجحة مع لييرس حيث كان أحد أفضل اللاعبين، ترك بوغرين النادي بسبب الصعوبات المالية التي كان يواجهها.
في 30 يناير 2018، وقع بوغرين مع باريس إف سي في الدوري الفرنسي الدرجة الثانية.
في 18 يوليو 2020، وقع بوغرين عقدًا لمدة عامين مع نادي نيفتشي باكو بدوري أذربيجان الممتاز.
في 10 يناير 2022، وقع بوغرين عقدًا مدته ثلاث سنوات ونصف مع نادي الترجي الرياضي التونسي في الدوري التونسي.

## المسيرة الدولية
بدأ بوغرين مع منتخب بلجيكا تحت 19 عامًا في مباراة انتهت بالتعادل 0-0 ضد منتخب المجر تحت 19 عامًا في 6 سبتمبر 2014. ثم قرر تغيير تمثيله الوطني ليلعب مع منتخب المغرب، وشارك مع منتخب المغرب تحت 23 عامًا في فوز ودي 1-0 على منتخب الكاميرون تحت 23 عامًا في 5 يونيو 2016.

## الإنجازات
الرجاء الرياضي
- البطولة الاحترافية المغربية: 2023–24
- كأس العرش: 2022–23

نيفتشي باكو
- دوري أذربيجان الممتاز: 2020–21

الترجي الرياضي التونسي
- الدوري التونسي: 2021–22

## روابط خارجية
- صابر بوغرين على موقع الاتحاد البلجيكي (الإنجليزية)
- صابر بوغرين على موقع رابطة كرة القدم الفرنسية للمحترفين (الإنجليزية)
- صابر بوغرين على موقع قاعدة بيانات كرة القدم.إي يو (الإنجليزية)
- صابر بوغرين على موقع ليكيب (الفرنسية)
- صابر بوغرين على موقع Soccerway.com (الإنجليزية)
- صابر بوغرين على موقع عالم كرة القدم.نت (الإنجليزية)